# Lycopodium montanum
Lycopodium montanum là một loài thực vật có mạch trong Họ Thạch tùng. Loài này được Underw. & F.E. Lloyd mô tả khoa học đầu tiên năm 1906.